# Ирландские сольные танцы

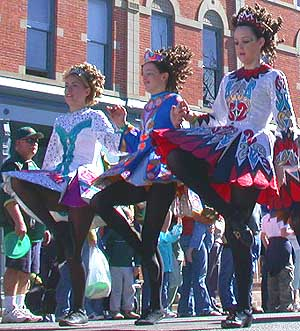
Ирландские танцы на параде в честь Дня святого Патрика в Форт-Коллинсе, Колорадо.

Ирландские сольные танцы (англ. Irish step dance) — группа сольных танцев, сформировавшихся в Ирландии к началу XX века и подробно описанных Гэльской лигой. Исполняются под традиционные ирландские мелодии — джигу, рил и хорнпайп.
Отличительной особенностью сольных ирландских танцев является практически неподвижный корпус с опущенными вниз (плотно прижатыми к бедрам) руками, и чёткие, быстрые движения ногами. При этом в понятие «ирландский степ-танец» входят танцы не только в жёсткой обуви со звонкими набойками, но и в мягкой обуви без каблука.
До конца XX века были весьма популярны лишь среди ирландцев и их потомков в Ирландии и в странах с мощной ирландской диаспорой. Стали очень популярны по всему миру после постановки в 1994 году танцевального шоу «Riverdance» и последовавшей следом постановки ещё ряда ирландских танцевальных шоу. В настоящее время ирландскими танцами занимается большое число любителей во многих странах мира.
Ирландские танцевальные шоу, в том числе и «Riverdance», не являются постановочной демонстрацией настоящих сольных ирландских танцев. В связи с необходимостью обеспечения максимальной зрелищности подобных шоу, постановщикам порой приходится заметно отступать от формальных требований к сольным танцам; поэтому шоу основываются на том, что называется «постановочные фигурные танцы» (англ. Choreographed Figure Dances). Хотя в основе постановочных фигурных танцев лежат базовые движения сольных ирландских танцев и кейли.
Помимо показательных выступлений и шоу ирландского танца существуют также строго регламентированные соревнования, которые проводятся в Ирландии, Англии, США и других странах.
Технически правильное исполнение сольных ирландских танцев требует от танцоров достаточно серьёзной физической подготовки и регулярных тренировок.

## Происхождение
Традиционный ирландский танец развивался в тесной связи с развитием традиционной ирландской музыки. Самые ранние формы можно проследить во времена дохристианской Ирландии, но также заметно значительное влияние континентальной танцевальной культуры, особенно французских кадрилей.
Во время британской оккупации Ирландии английские землевладельцы подавляли занятия ирландскими танцами, как и другие проявления ирландской культуры, но традиция никогда не исчезала полностью. В XIX веке ирландские переселенцы распространили свои танцы по всему миру, в наибольшей степени в Северной Америке и Австралии.
Описание современной техники ирландского танца было сделано специальным подразделением Гэльской лиги (впоследствии выделившемся в отдельную организацию —- Комиссию по ирландским танцам) около 1930 г. в рамках так называемого «Гэльского Возрождения». За основу был взят мюнстерский или южный стиль исполнения традиционных ирландских танцев.

## Особенности исполнения
В ирландских сольных танцах существуют определённые правила о том, что и когда танцор может или не может делать, однако несмотря на эти правила, возможность вариаций и новшеств практически безгранична. Благодаря этому ирландский степ-танец остаётся живым, постоянно развивающимся видом искусства.
Одно из возможных объяснений уникальной традиции держать руки плотно и неподвижно прижатыми к телу во время танца — это подмостки для танцев. В старину, чтобы получить жёсткую ровную поверхность, зачастую снималась с петель дверь и клалась на землю. Поскольку «сцена» из двери получалась очень маленькая, у танцора просто не было места для движений рук. Но более правдоподобным выглядит практическое объяснение. Сольные танцы характеризуются очень быстрыми и замысловатыми движениями ног. Есть данные, что ещё в конце 1890-х годов у танцоров стиля «sean nós» («старый стиль») руки были расслабленными или зажатыми в кулаки. Вероятно, в этом десятилетии или в следующем один из учителей танцев заставил своих соревнующихся учеников держать руки строго вниз, с зажатыми кулаками, чтобы привлечь больше внимания к сложным движениям ног. Судьи высоко оценили этих танцоров, и другие учителя танцев быстро переняли новую моду.
Еще в одном забавном объяснении насчет плотно прижатых рук говорится, что некогда ирландцы танцевали, сильно размахивая руками, что католическая церковь признала непристойным. После этого размахивать руками ирландцы прекратили — зато начали сильно махать ногами.

## Классификация
Сольные ирландские танцы разделяются на две основных категории, названных по виду обуви, в которой выступают танцоры: это танцы в жёсткой обуви (англ. hardshoe dances) и танцы в мягкой обуви (англ. soft shoe dances).
Термины рил, джига, слип-джига, хорнпайп обозначают одновременно вид танца и тип музыки, под которую исполняется этот танец. Рил (reel) имеет музыкальный размер 2/4 или 4/4. На соревнованиях исполняют как рилы в мягкой обуви, так и требл-рилы в жёсткой обуви.
Музыкальный размер джиги — 6/8, но на соревнованиях используется 3 различных вида танца под джигу: лайт-джига (англ. light jig), сингл-джига (англ. irish single jig) и требл-джига (англ. treble jig). Лайт-джигу также называют дабл-джигой (англ. double jig). Некоторым образом различается и соответствующая этим танцам музыка. Лайт-джига и сингл-джига — танцы в мягкой обуви; требл-джига — танец в жёсткой обуви и танцуется под более медленную музыку. Слип-джига (англ. slip-jig) имеет музыкальный размер 9/8, танцуется только в мягкой обуви. Музыкальный счёт хорнпайпа — 2/4 или 4/4 с характерным «пунктирным» ритмом, соответствующий танец исполняется только в жёсткой обуви.
Кроме хорнпайпа, требл-рила и требл-джиги, существуют ещё сольные сетовые танцы (англ. Set Dances, не путать с социальными сет-танцами англ. Set Dancing), как традиционные, так и авторские. Это постановочные танцы, которые исполняются под конкретные мелодии.
Рисунок шагов ирландских танцев обычно индивидуален для каждой школы или учителя танцев. Эти шаги разрабатываются преподавателем для своих учеников. Все танцы построены на одних и тех же базовых элементах, но каждый танец уникален, и преподаватели постоянно ставят новые танцы.

## Одежда и обувь для выступлений и тренировок по ирландским танцам

### Обувь

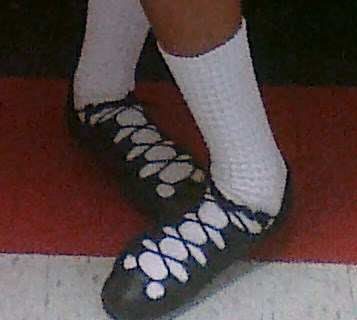
Женская мягкая обувь для ирландских танцев.

Обувь для ирландского танца делится на два вида: мягкая (англ. soft shoes) и жёсткая (англ. hard shoes).
Мягкая обувь для женщин (ghillies или pumps) представляет собой лёгкие кожаные тапочки без каблука и набоек, с длинными шнурками. Тапочки, как правило, одинаковые для обеих ног. Обычно для этой обуви используется черная кожа, однако можно найти и цветную пару для шоу-выступлений. На уроках ирландского танца её вполне можно заменить балетками.
Мужская мягкая обувь — кожаные ботинки с мягкой подошвой и небольшим каблуком, позволяющим танцорам делать клики даже в танцах в мягкой обуви.

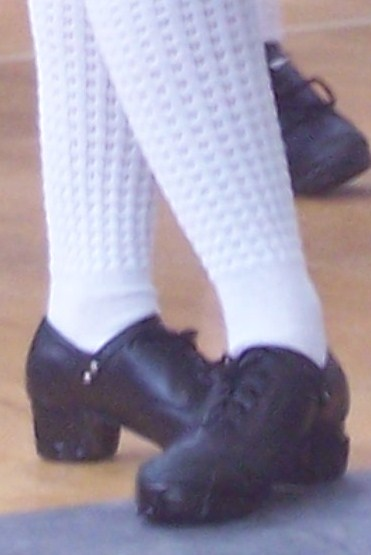
Жесткая обувь.

Жёсткая обувь необходима для исполнения стэпа (очень быстрых ритмичных ударов о пол). Как правило он исполняется под мелодии трэбл-джиги и хорнпайпа.
Жёсткая обувь для ирландских танцев одинакова для мужчин и женщин — это туфли, как правило, чёрные, на небольшом каблуке с набойкой на носу, из за чего нос приподнимается и становится немного выпуклым. Для лучшего крепления на ноге помимо шнурков у них есть кожаный ремешок. Для производства набоек и каблуков используется различный пластик.
Жёсткая обувь для исполнения ирландских танцев не продаётся в России, но её можно заказать в школах танцев и в соответствующих интернет-магазинах.
Нет необходимости приобретать жёсткую обувь до начала занятий сольными ирландскими танцами. В процессе обучения первые несколько месяцев изучаются танцы, исполняемые в мягкой обуви. Жёсткая становится необходима лишь после их успешного освоения.

### Костюмы
Костюм для выступления

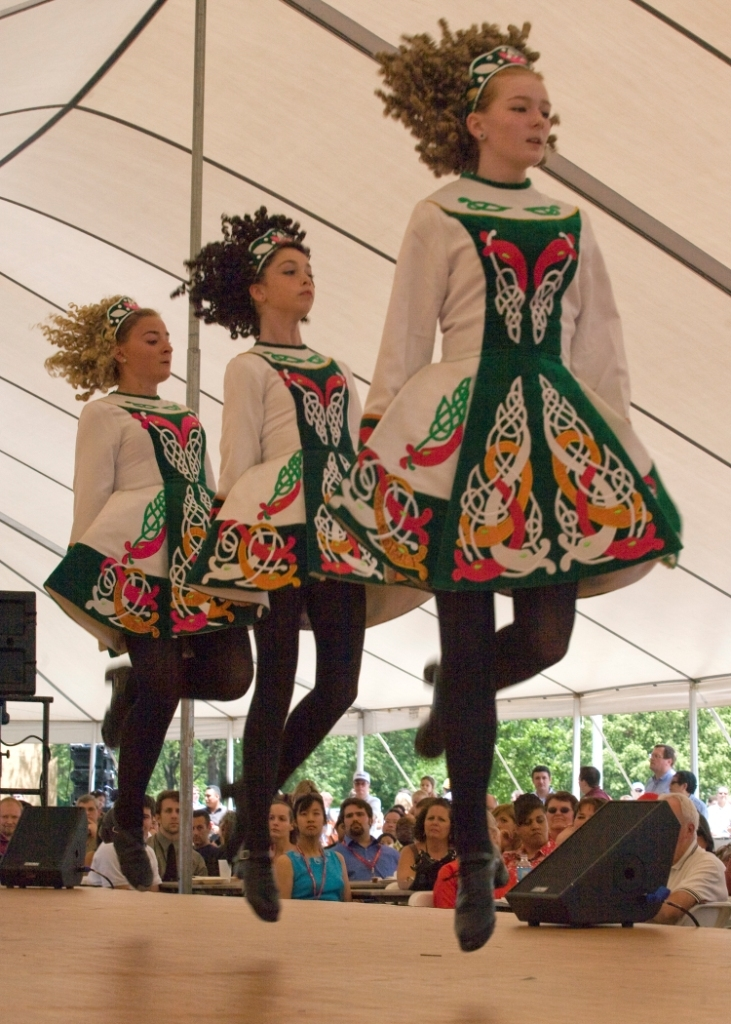
Исполнительницы ирландских танцев в типичных костюмах и жёсткой обуви.

Комиссии, проводящие соревнования по ирландским танцам, достаточно жёстко регламентируют свои требования к костюмам для выступлений. Со временем эти требования незначительно меняются.
Женский костюм представлен коротким платьем с довольно широкой юбкой, так как в этом виде танца основное внимание уделяется движениям ног, которыми в некоторых танцевальных шагах нужно успеть сделать довольно широкое и быстрое движение. Платье яркое, часто — разноцветное, украшается кельтскими узорами.
Мужской костюм для ирландского степа представляет собой неширокие штаны и рубашку, часто с широкими рукавами.
Женский костюм дополняется также белыми гольфами, длиной чуть ниже колена.
Начинающие танцоры иногда выступают в «одежде для занятий» — чёрная юбка и кофта с длинным рукавом для девушек, брюки и рубашка для молодых людей. Расшитые узором платья носят как правило лишь продвинутые танцоры.
В некоторых ассоциациях ирландского танца существует прямой запрет на выступление в дорогих костюмах для начинающих.
Костюм для тренировки
Если форма одежды не оговорена руководителем, то тренироваться можно в любой удобной одежде, главное — чтобы она не ограничивала движения. Девушки в основном тренируются в коротких юбках или шортах и футболках; мужчины — в шортах и футболках. Как правило, тренеры требуют чтобы им были видны колени танцоров на тренировках.

## Правила ирландских танцев
Существует две основные организации (комиссии), регламентирующие правила исполнения сольных ирландских танцев и ирландских кейли: Комиссия по ирландским танцам (CLRG) и Всемирная Ассоциация Ирландского Танца (WIDA). Считается, что правила WIDA менее жесткие, чем правила CLRG. В каждой из комиссий собственная система аттестации преподавателей и судей. Каждая из комиссий проводит собственные соревнования и чемпионаты. В CLRG заявки на участие в соревнованиях принимаются только от преподавателей, аттестованных комиссией, в соревнованиях WIDA может принимать участие любой желающий.
Считается, что в CLRG только аккредитованные учителя имеют право преподавать ирландские танцы. На практике это не так. Несмотря на то, что в России по состоянию на 2015 год всего 6 сертифицированных педагогов в звании TCRG (Мария Сингал по версии WIDA, Анна Демченко, Юлия Ромашко, Дарья Маркосьян, Елена Холкина, Ирина Лебедева по версии CLRG), школ ирландского танца в России гораздо больше.

## Квалификационные экзамены
Экзамены на градации или Grade exams впервые были введены An Coimisiun в 1943 году. Сейчас они проводятся в Ирландии, Канаде, США, Новой Зеландии и Австралии, Южной Африке, а недавно их стали проводить и в России.
Существует всего двенадцать градаций, а также специальная «вступительная» — preliminary grade. Каждому уровню соответствуют танцы, которые нужно сдать, чтобы получить сертификат. Градации сдаются последовательно, по нарастающей. Нельзя сдать, к примеру, шестую градацию, не сдав пятой и так далее. Каждую пройденную ступень подтверждает сертификат. Танцор, который прошел все двенадцать градаций, получает Dioploma an Coimisiun le Rinci Gaelacha. Высшая оценка — А+, если провалить экзамен, то — F.
При сдаче Preliminary Grade и градаций с первой по третью, необходимо танцевать только те танцы, которые имеют базовые шаги. Сеты в четвертой, пятой и шестой градациях должны осуществляться в классической манере. Начиная с седьмой градации, задачей танцора становится лишь демонстрация нетрадиционных сетов. С седьмой по двенадцатую градации включительно нельзя показывать одинаковые сеты более одного раза.
Сдать экзамены — значит заработать шанс на получение учительского или судейского сертификатов. Кандидат на статус преподавателя освобождается от сдачи нестандартных сет-танцев, при получении 71 процента и более за градации с шестой по двенадцатую. Для претендентов на должность судьи потребуются оценки от 81 процента за эти же градации.
Экзамены на градации — не одно и то же, что и танцевальные фестивали. Это экзамены именно в данном значении: танцор выступает непосредственно перед судьёй. Оцениваются ритм, осанка правильное положение тела, образ в целом. Итоговой оценкой является сумма всех баллов.
На экзаменах нет специального дресс кода.
Танцоры младше шестнадцати лет не допускаются к сдаче девятой градации, семнадцати лет — десятой, а восемнадцати лет — одиннадцатой и двенадцатой.